# 3,1-ديوكسيتان
3،1-ديوكسيتان (3،1-ديوكساسيكلوبوتان) هو مركب عضوي متغاير الحلقات يحمل الصيغة C2O2H4 ، العِماد الاساسي للمركب هو حلقة رباعية الأعضاء من ذرتي أكسجين وذرتي كربون تتبادل بشكل متناوب.
ويمكن أن ينظر إليه على أنه مركب مزدوج الصيغة (dimer)  من الفورمالديهايد (COH2).

## اقرأ أيضاً
- 2،1-ديوكسيتان